# Wylie, Texas
Wylie là một thành phố thuộc quận Collin, tiểu bang Texas, Hoa Kỳ. Năm 2010, dân số của xã này là 41427 người.

## Dân số
- Dân số năm 2000: 15132 người.
- Dân số năm 2010: 41427 người.